# Костка, Майкл
Майкл Кри́стофер Ко́стка (англ. Michael Christopher Kostka; 28 ноября 1985, Этобико, Онтарио, Канада) — канадский хоккеист, защитник клубов Национальной хоккейной лиги (НХЛ) «Оттава Сенаторз» и Американской хоккейной лиги (АХЛ) «Бингхэмтон Сенаторс».

## Карьера
Майк Костка не выбирался на драфте НХЛ. До 22-х лет играл в юниорских лигах Квебека и за команду Университета Массачусетса в Амхерсте — «УМасс Минутмен», где в последний год был капитаном команды. В 2008 году Костка сыграл один матч в АХЛ за «Рочестер Американс» против «Манитоба Мус». Следующие два сезона Костка провел в фарм-клубе «Финикса» — «Портленд Пайретс», где в обоих сезонах становился вторым по результативности защитником команды. 25 августа 2010 года Майк Костка опять перешёл в «Рочестер Американс», фарм «Флориды». С «Флоридой» он подписал двухсторонний контракт, но весь сезон 2010/11 провел в АХЛ. 30 июня 2011 года Костка продлил ещё на год двухсторонний контракт с «Пантерз», но вновь отправился играть в АХЛ, на этот раз в новый фарм-клуб «пантер» — «Сан-Антонио Рэмпэйдж».
3 декабря 2011 года Костка вместе с другим защитником Эваном Обергом был обменян в «Тампу» на форварда Джеймса Райта и защитника Майкла Вернеса, но продолжил выступления в АХЛ, на этот раз уже за «Норфолк Эдмиралс», с которым выиграл Кубок Колдера. 1 июля 2012 года Майк Кстка подписал однолетний двухсторонний контракт с «Торонто Мейпл Лифс». Первую игру в НХЛ Майк провел 19 января 2013 года против «Монреаль Канадиенс», в которой набрал первое же очко, сделав голевую передачу. Всего за дебютный сезон он провел 35 игр, в которых набрал восемь очков.
20 июля 2013 года Костка подписал однолетний контракт с действующим обладателем Кубка Стэнли — «Чикаго Блэкхоукс». За «Чикаго» первую игру Костка провел 5 октября против «Тампа Бэй Лайтнинг».
23 февраля 2014 года Костка был выставлен чикагцами на драфт отказов, откуда его забрала «Тампа».
1 июля 2014 года Костка перешёл в «Нью-Йорк Рейнджерс», однако большую часть сезона провёл в фарм-клубе ньюйоркцев «Хартфорд Вулф Пэк».
1 июля 2015 года Костка подписал годичный двусторонний контракт с «Оттавой Сенаторз».

## Стиль игры
Костка — двусторонний, физически развитый защитник, он может хорошо бросать от синей линии или отдавать пасы. Но он мог бы играть более жестко и лучше использовать свои габариты.

## Статистика
| Легенда | Легенда                    | Легенда | Легенда                   | Легенда | Легенда    |
| ------- | -------------------------- | ------- | ------------------------- | ------- | ---------- |
| И       | Количество проведённых игр | Штр     | Штрафное время            | +/−     | Плюс-минус |
| Г       | Голы                       | П       | Голевые передачи          | О       | Очки       |
| -       | Статистика неизвестна      | —       | Статистика не учитывалась |         |            |

## Достижения
| Год  | Команда          | Достижение               | Достижение |
| ---- | ---------------- | ------------------------ | ---------- |
| 2012 | Норфолк Эдмиралс | Обладатель Кубка Колдера |            |

| Год  | Команда         | Достижение                                         | Достижение |
| ---- | --------------- | -------------------------------------------------- | ---------- |
| 2008 | УМасс Минутемен | Попадание во вторую Сборную всех звёзд Hockey East |            |